# Joan el Cartoixà
Joan el Cartoixà (Ioannes Carthusienis), també conegut com a Giovanni di Dio Certosino o Jean de Mantoue (c. 1415 - c.1473), fou un erudit d'origen belga, italizanitzat, prior de la cartoixa de Sant'Andrea, de Venècia.
Hauria freqüentat, a Màntua, la cèlebre escola de Vittorino da Feltre, la "casa gioiosa" (Ca' Gioiosa")
Instal·lat a Venècia des del 1469, el seu nom ha restat vinculat a la publicació de manuals jurídics i teològics d'una acurada impressió.

## Obres
- Nosce te ipsum.

- Corona senum.

- De immensa caritate Dei.

- De humilitate interiori et patientia vera.

- Flos vitae.[1][2]

Aquestes obres, reunides en un únic volum, formaven part de la biblioteca de l'humanista català Pere Miquel Carbonell.